# 9 Eskadra Wywiadowcza

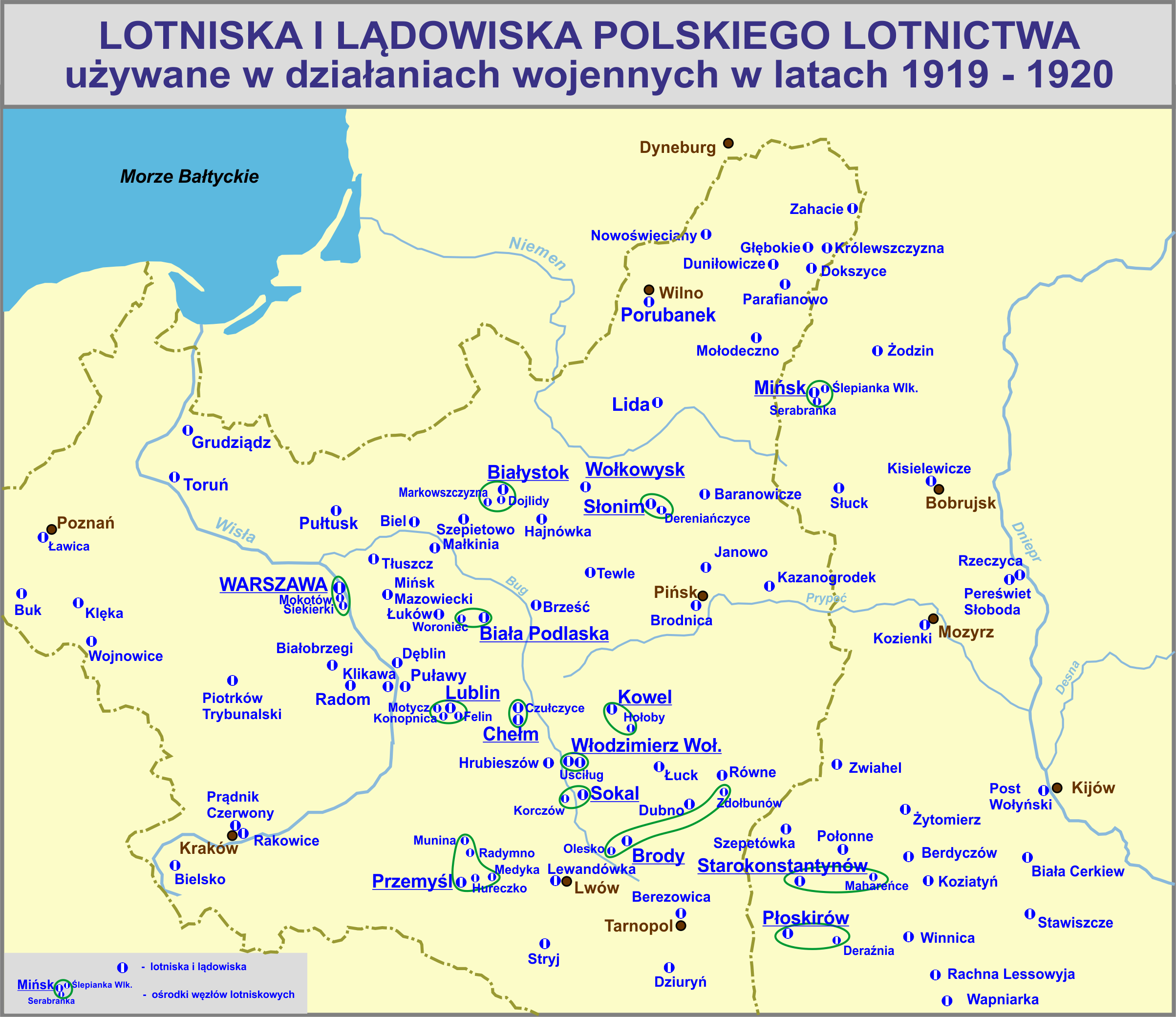

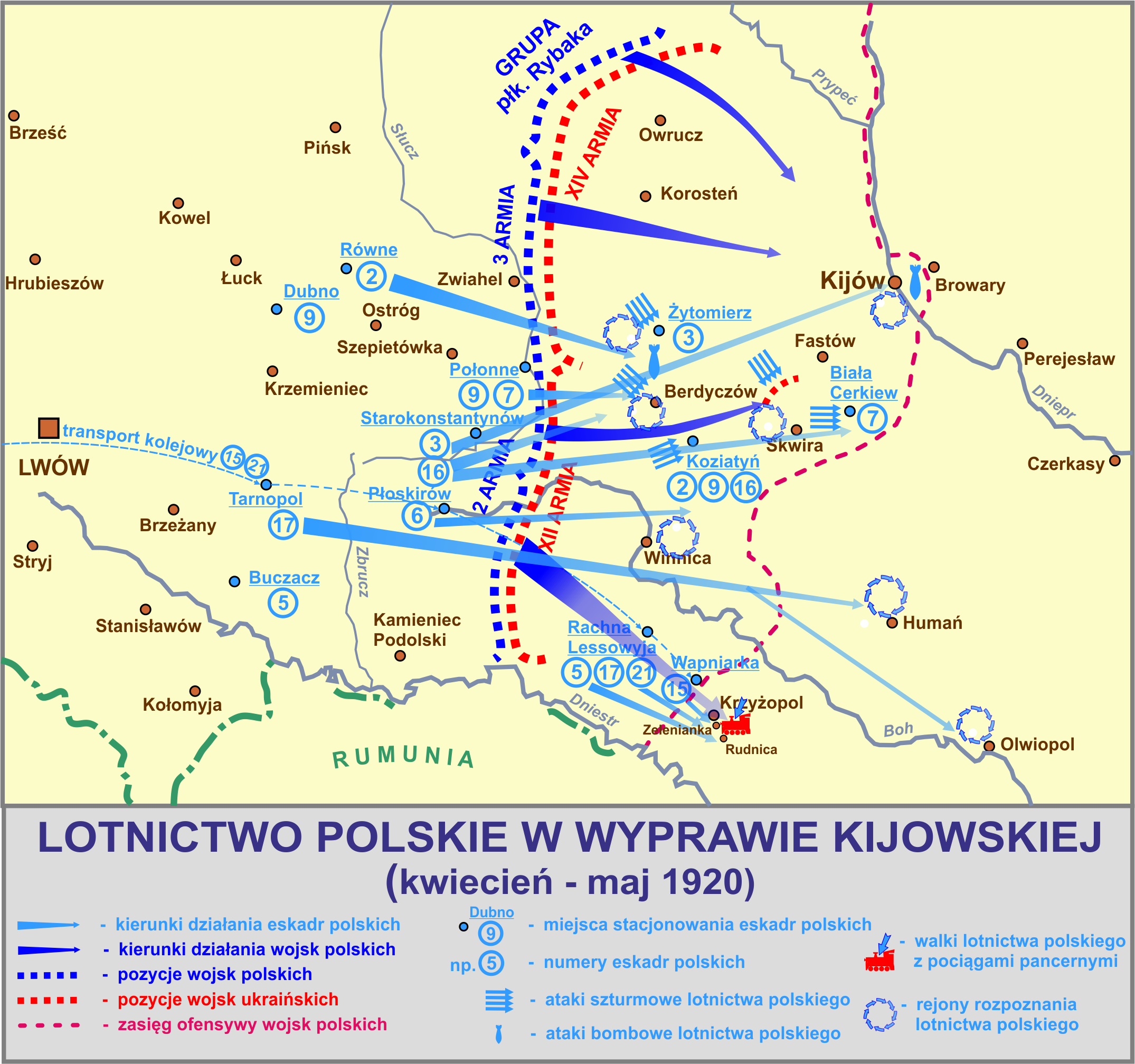

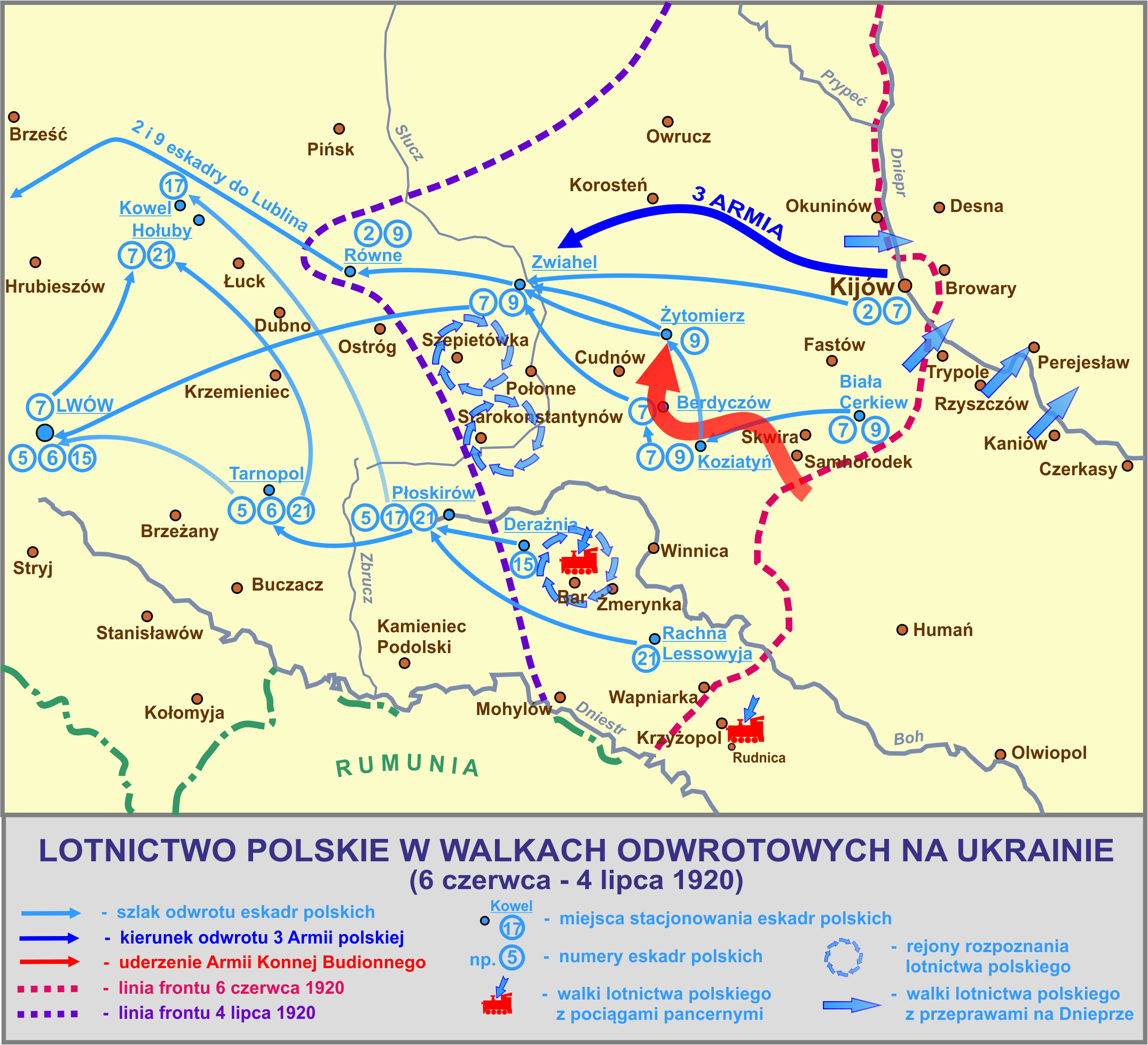

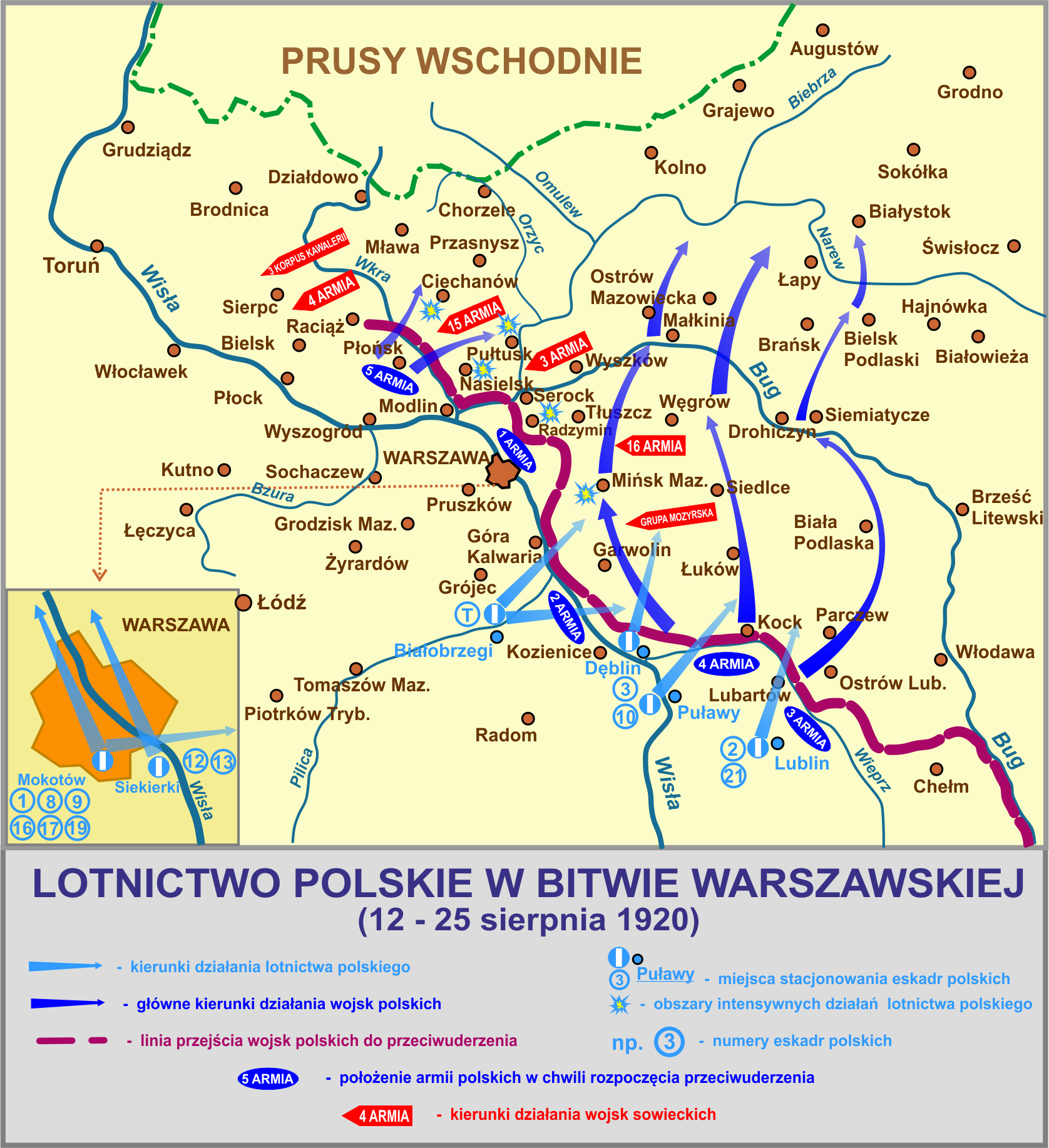

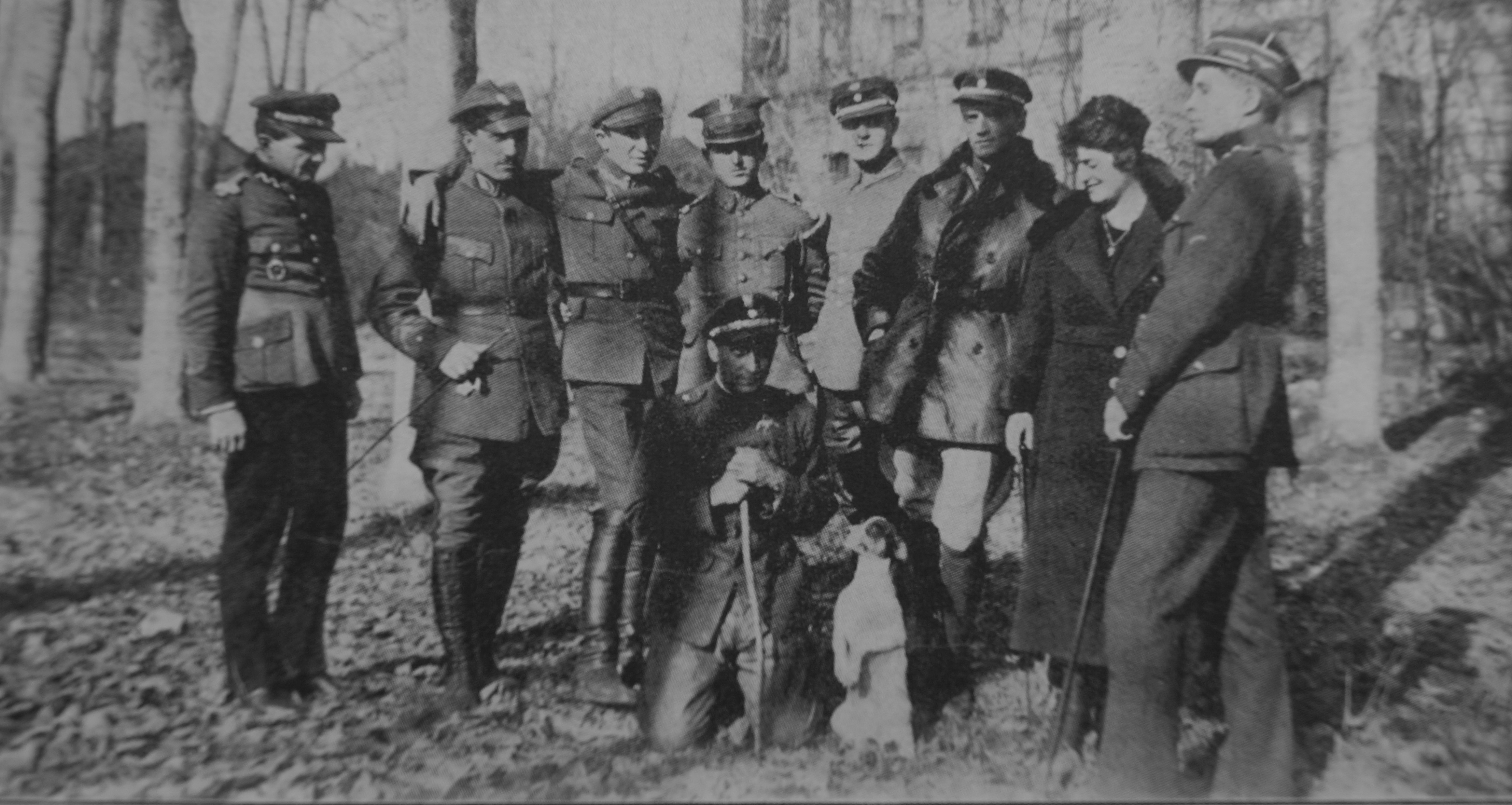
Personel latający 9-ej eskadry w Dubnie; 25 marca 1920

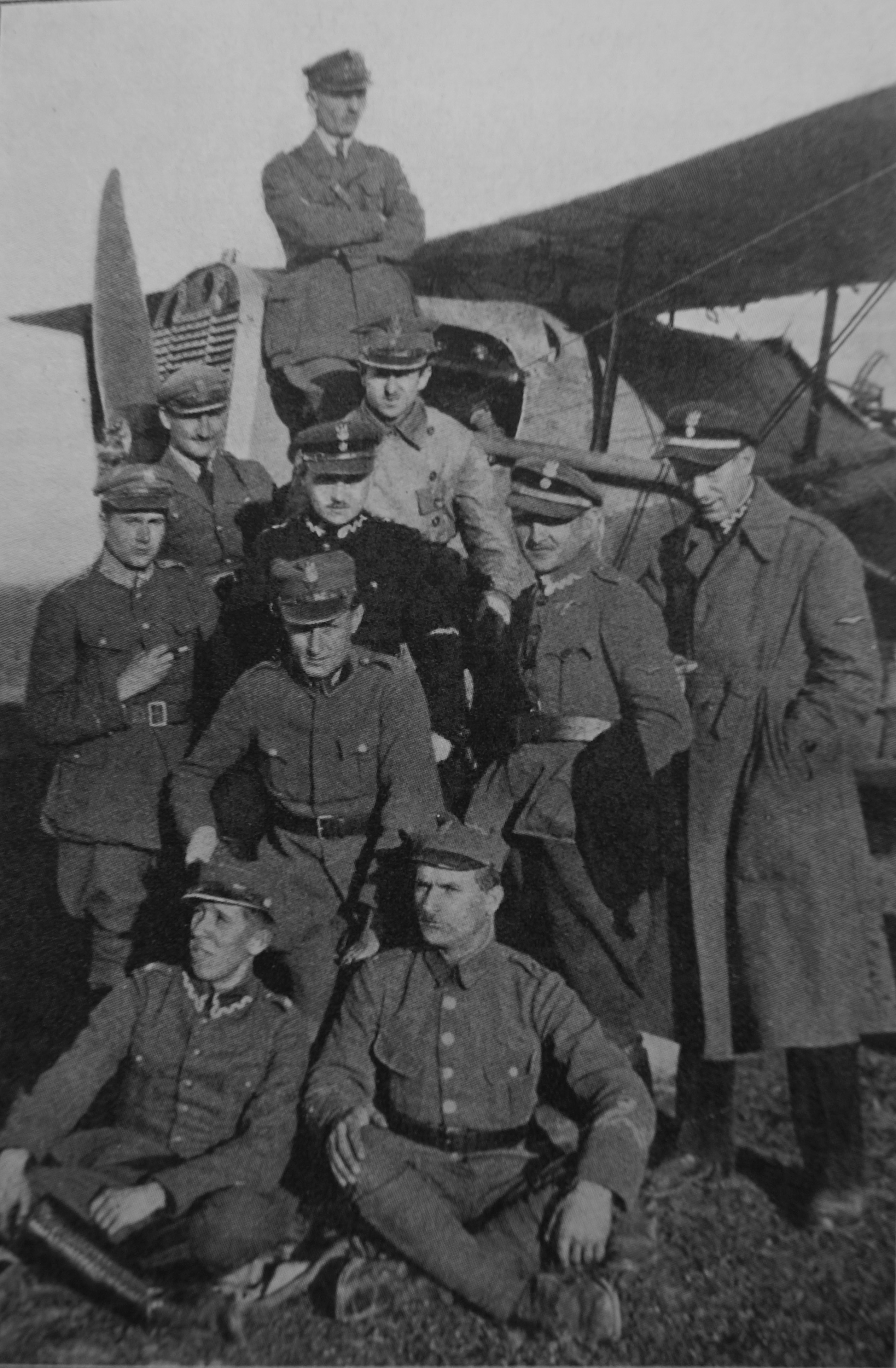
9 eskadra wywiadowcza w Łucku

9 eskadra wywiadowcza – pododdział lotnictwa Wojska Polskiego początków II Rzeczypospolitej.
Eskadra zorganizowana została w 1919 w Krakowie. Częścią sił wzięła udział w walkach o Śląsk Cieszyński. Następnie przerzucona na wschód walczyła w wojnie polsko–ukraińskiej i polsko–bolszewickiej. Odtworzona w lipcu 1920 realizowała przede wszystkim zadania fotogrametryczne. W 1921 weszła w skład nowej 10 eskadry wywiadowczej.

## Formowanie, zmiany organizacyjne i walki
Eskadra sformowana została 9 stycznia 1919 w Krakowie.
Podczas organizacji nastąpiły trudności w zaopatrzeniu eskadry w sprzęt. Mimo to wydzielono dwie załogi, które w rejonie Śląska Cieszyńskiego wykonywały zadania lotnicze.
Raport Inspektora Wojsk Lotniczych z 13 marca 1919 wykazuje, ze eskadra w tym czasie posiadała 6 samolotów, 2 pilotów i 5 obserwatorów.
Formowanie jednostki zakończono w kwietniu 1919.
W tym też miesiącu eskadra została przeniesiona na lotnisko Radymno. Tu weszła w skład II Grupy Lotniczej i operowała na korzyść Grupy „Wschód” w rejonach Sambor i Stryj .
W tym czasie eskadra dysponowała 3 samolotami. Były to: 2 Lloydy C-5 i 1 Oeffag.
Po zajęciu przez Wojsko Polskie Małopolski, 9 eskadra przegrupowała się na lotnisko Lewandówka.
W początkach czerwca wcielono do jednostki nowo powstałą krakowską 12 eskadrę lotniczą. Wzmocniona eskadra utrzymała dotychczasową numerację. 
W miarę sukcesów wojsk lądowych, jednostka przesuwała się na wschód operując z lotnisk Kniaże i Brody.
Okres zimy 1919/1920 eskadra spędziła w Dubnie. Swoje stacje benzynowe zorganizowała w Ostrogu i Starokonstantynowie.
Wykorzystując względny spokój na froncie, prowadziła szkolenie personelu lotniczego i uzupełniała stany. Na dzień 1 lutego 1920 eskadra wchodziła w skład II Grupy Lotniczej, posiadała 10 pilotów, 3 obserwatorów i 7 samolotów.
Dopiero wiosną 1920, działając z wysuniętego lądowiska w Połonnem, wspierała wojska lądowe w natarciu na Berdyczów.
Posiadała wtedy 8 samolotów, 9 pilotów i 5 obserwatorów. Zaplecze techniczne eskadry stanowił II ruchomy park lotniczy w Łucku.
Po zajęciu Berdyczowa cześć załóg skierowano do Koziatyna. Tam eskadra współdziałała z Dywizją Jazdy i 13 Dywizją Piechoty. 
2 czerwca zestrzeleni zostali ppor. obs. Józef Jędrczak i kpr. pil. Rosiak, a 6 czerwca ciężko ranni ppor. obs. Antoni Romanowski i ppor. pil. Kazimierz Olechowicz.
W kilka dni później, podczas działań szturmowych, został uszkodzony samolot załogi por. Olechnowicz i ppor. Romanowski, ale tym razem pilot doprowadził maszynę do linii własnych oddziałów. Załogę odesłano do szpitala. Działania 9 eskadry w tym okresie cechowała duża skuteczność. Za dobre wykonanie zadań otrzymała pochwałę od szefa sztabu Frontu Południowego i gratulacje od dowódcy Grupy Poleskiej gen. Antoniego Listowskiego. Jednak intensywne loty i straty doprowadziły do tego, że na początku drugiej dekady czerwca eskadra dysponowała już tylko jedną załogą i jednym samolotem.
Po tak ciężkich stratach Dowództwo Lotnictwa poleciło wycofanie eskadry z frontu i odesłanie jej do Dubna, a następnie do Hołub i dalej do Lublina.
W Lublinie część personelu wcielono do oczekującej na samoloty 2 eskadry wywiadowczej, a pozostałych skierowano do dyspozycji Szefa Lotnictwa Naczelnego Dowództwa w Warszawie.
W lipcu personel 9 eskadry uzupełniony lotnikami z innych eskadr utworzył nową 9 eskadrę wywiadowczą. Nowo powstała jednostka została wyposażona w samoloty Bristol F2 i realizowała przede wszystkim zadania fotogrametryczne

### Działania w Bitwie Warszawskiej
W ramach przygotowań do operacji znad Wieprza Naczelne Dowództwo Wojska Polskiego zarządziło koncentrację eskadr polskiego lotnictwa wojskowego w dwóch rejonach: lotnictwa 1 i 5 Armii – na lotniskach warszawskich (Mokotów i Siekierki), a lotnictwa 2, 3 i 4 Armii na lotniskach Radomia, Dęblina, Puław i Lublina.
W okresie walk pod Warszawą eskadra walczyła w ramach Frontu Północnego. Załogi wyróżniły się między innymi w boju pod Radzyminem.
Od 15 sierpnia 9 eskadra prowadziła aktywne działania szturmowe pod Pułtuskiem przeciwko jednostkom sowieckiej 3 Armii, a w rejonie Ostrowi Mazowieckiej przeciw 15 Armii. 
Ze składu eskadry wyróżnili się: sierż. Franciszek Przybylski, który podczas bitwy warszawskiej wykonał kilkanaście lotów bojowych i zrzucił na pozycje nieprzyjaciela około 600 kg bomb, a także sierż. Józef Żuromski i ppor. Władysław Bohuszewicz, którzy 15 sierpnia wraz z resztą eskadry działali pod Radzyminem.
Pierwszy atak na pozycje sowieckie 21 DS z 3 Armii i 27 DS z 16 Armii wykonała załoga sierż. Żuromski i ppor. Bohuszewicz, a już podczas następnego wsparły ją inne załogi 9 eskadry. Byli to między innymi lotnicy: plut. Stanisław Perłowski i sierż. Zbigniew Godlewski oraz pchor. Neuman i ppor. Sioda. Eskadra współpracowała z 19 eskadrą myśliwską. Myśliwcy zaatakowali czołowe oddziały wojsk nieprzyjacielskich, podczas gdy Bristole 9 eskadry nękały tyły wroga. W czasie walk została zestrzelona załoga pchor. Neuman i ppor. Sioda.
17 sierpnia eskadra współpracowała z 15 Dywizją Piechoty i pociągami pancernymi w ataku na wycofującej się przez Mińsk Mazowiecki w kierunku wschodnim oddziały sowieckiej 15 Armii. Skuteczność ataku ułatwiał fakt, że wojska Armii Czerwonej posuwały się w ugrupowaniu marszowym w kilku kolumnach obok siebie.

### Udział w ofensywie wojsk polskich
W czasie wrześniowej ofensywy wojsk polskich eskadra operowała z lotnisk w Lublinie, Chełmie i Łucku. W tym okresie działała na korzyść 6 Armii zwalczając zgrupowania sowieckiej kawalerii.
Na początku października eskadra operowała z wysuniętego lotniska Korsteń wspierając Korpus Kawalerii płk. Juliusza Rommla.
W październiku eskadra współpracowała z oddziałami rajdowymi kawalerii polskiej działającymi na tyłach wojsk sowieckich.
5 października samoloty rozpoznały obszar przyszłych działań wojsk lądowych, a zwłaszcza strefę Olewsk – Korosteń – Żytomierz – Berdyczów – Miropol. 
Na linii kolejowej Zwiahel – Korosteń wykryto cztery sowieckie pociągi pancerne. 
6 października lotnictwo przeprowadziło szczegółowe rozpoznanie Zwiahla. Zauważono około 150 wagonów kolejowych wypełnionych wojskiem.
9 października dowództwo utraciło łączność z kawalerzystami płk. Rómmla. 
W kolejnych dniach trwały bezskuteczne poszukiwania korpusu.
Dopiero 12 października, w dniu podpisania zawieszenia broni, załodze 9 eskadry sierż. Józefowi Żuromskiemu i ppor. Władysławowi Bohuszewiczowi powiodły się poszukiwania. Doręczono odpowiednie rozkazy wykonawcze. Jeszcze tego dnia 9 eskadra, wspólnie z 8 eskadrą, wzięła udział w zwalczaniu oddziałów nieprzyjaciela, który zagradzał jeździe drogę powrotu za Słucz. 
Na tym zakończyły się działania bojowe 9 eskadry wywiadowczej.
Rozejm zastał 9 eskadrę wywiadowczą w Łucku.

W okresie wojny załogi 9 eskadry wywiadowczej wykonały 153 loty bojowe w czasie 293 godzin. W czasie działań wojennych eskadra straciła 9 lotników (6 lotników zginęło, a 3 odniosło ciężkie rany).

## Eskadra w okresie pokoju
Na mocy rozkazu z 18 stycznia 1921 eskadry 9. i 10. połączono tworząc 10 eskadrę wywiadowczą w Krakowie.

## Żołnierze eskadry

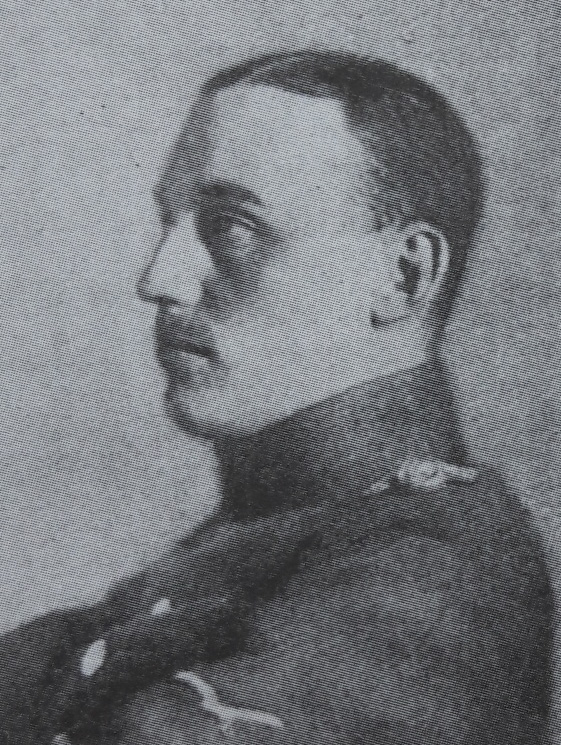
por. Bolesław Narkowicz, ostatni dowódca 9. eskadry

| Dowódcy eskadry                                       |                                   |                                         |
| Stopień                                               | Imię i nazwisko                   | Okres pełnienia służby                  |
| por. obs.                                             | Franciszek Trenkwald              | 9 I 1919 – VI 1919                      |
| por. pil.                                             | Władysław Matula                  | VI 1919 – VII 1920                      |
| kpt. pil.                                             | Julian Słoniewski                 | VII 1920 – † 25 IX 1920                 |
| por. pil.                                             | Bolesław Narkowicz                | 25 IX 1920 – 18 I 1921                  |
| Personel latający okresu wojny polsko – bolszewickiej |                                   |                                         |
| Obserwatorzy                                          | Obserwatorzy                      | Piloci                                  |
| kpt. obs. Antoni Leonkow                              | kpt. obs. Antoni Leonkow          | kpt. pil. Julian Słoniewski             |
| por. obs. Bolesław Kwiatkowski                        | por. obs. Bolesław Kwiatkowski    | por. pil. Władysław Matula              |
| por. obs. Franciszek Trenkwald                        | por. obs. Franciszek Trenkwald    | por. pil. Bolesław Narkowicz            |
| por. obs. Mieczysław Szczudłowski                     | por. obs. Mieczysław Szczudłowski | por. pil. Kazimierz Olechnowicz-Czerkas |
| por. obs. Adam Abderman                               | por. obs. Adam Abderman           | por. pil. Bolesław Ropielewski          |
| por. obs. Piotr Kurbatow                              | por. obs. Piotr Kurbatow          | por. pil. Seweryn Sacewicz              |
| por. obs. Józef Jędrzejczak                           | por. obs. Józef Jędrzejczak       | ppor. pil. Antoni Poznański             |
| ppor. obs. Antoni Romanowski                          | ppor. obs. Antoni Romanowski      | ppor. pil. Tadeusz Halewski             |
| ppor. obs. Stefan Jeznach                             | ppor. obs. Stefan Jeznach         | ppor. pil. Stefan Żochowski             |
| ppor. obs. Władysław Bohuszewicz                      | ppor. obs. Władysław Bohuszewicz  | pchor. pil. Jan Neuman                  |
| ppor. obs. Marian Sioda                               | ppor. obs. Marian Sioda           | sierż. pil. Franciszek Przybylski       |
| ppor. obs. Józef Jędrczak                             | ppor. obs. Józef Jędrczak         | sierż. pil. Alscher                     |
| ppor. obs. Antoni Misiejuk                            | ppor. obs. Antoni Misiejuk        | sierż. pil. Józef Żuromski              |
| ppor. obs. Jan Latawiec                               | ppor. obs. Jan Latawiec           | sierż. pil. Jakub Kieroyczyk            |
| ppor. obs. Magdziarz                                  | ppor. obs. Magdziarz              | sierż. pil. Dąbrowski                   |
| pchor. obs. Jan Suchodolski                           | pchor. obs. Jan Suchodolski       | sierż. pil. Zimmerman                   |
| pchor. obs. Zbigniew Godlewski                        | pchor. obs. Zbigniew Godlewski    | sierż. pil. Romuald Strobel             |
|                                                       |                                   | sierż. pil. Jan Poteć                   |
|                                                       |                                   | plut. pil. Franciszek Kołodziński       |
|                                                       |                                   | plut. pil. Stanisław Perłowski          |
|                                                       |                                   | kpr. pil. Julian Rosiak                 |

## Wypadki lotnicze
- 2 czerwca 1920 podczas nalotu szturmowego zostali zestrzeleni ppor. obs. Józef Jędrczak oraz kpr. pil. Julian Rosiak[1].
- 6 sierpnia 1920 podczas startu z lotniska zginęli ppor. obs. Stefan Jeznach oraz ppor. pil. Stefan Żochowski [1].
- 25 września 1920 zginęli kpt. pil. Julian Słoniewski oraz sierż. pil. Jakub Kieroyczyk, którzy wracali z wykonanego zadania bojowego[16].
- 11 grudnia 1920 podczas lotu treningowego zginął ppor. pil. Seweryn Sacewicz[16].

## Samoloty eskadry

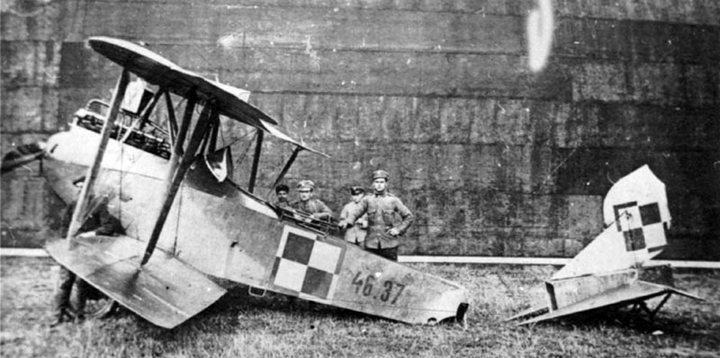
Lloyd C.V
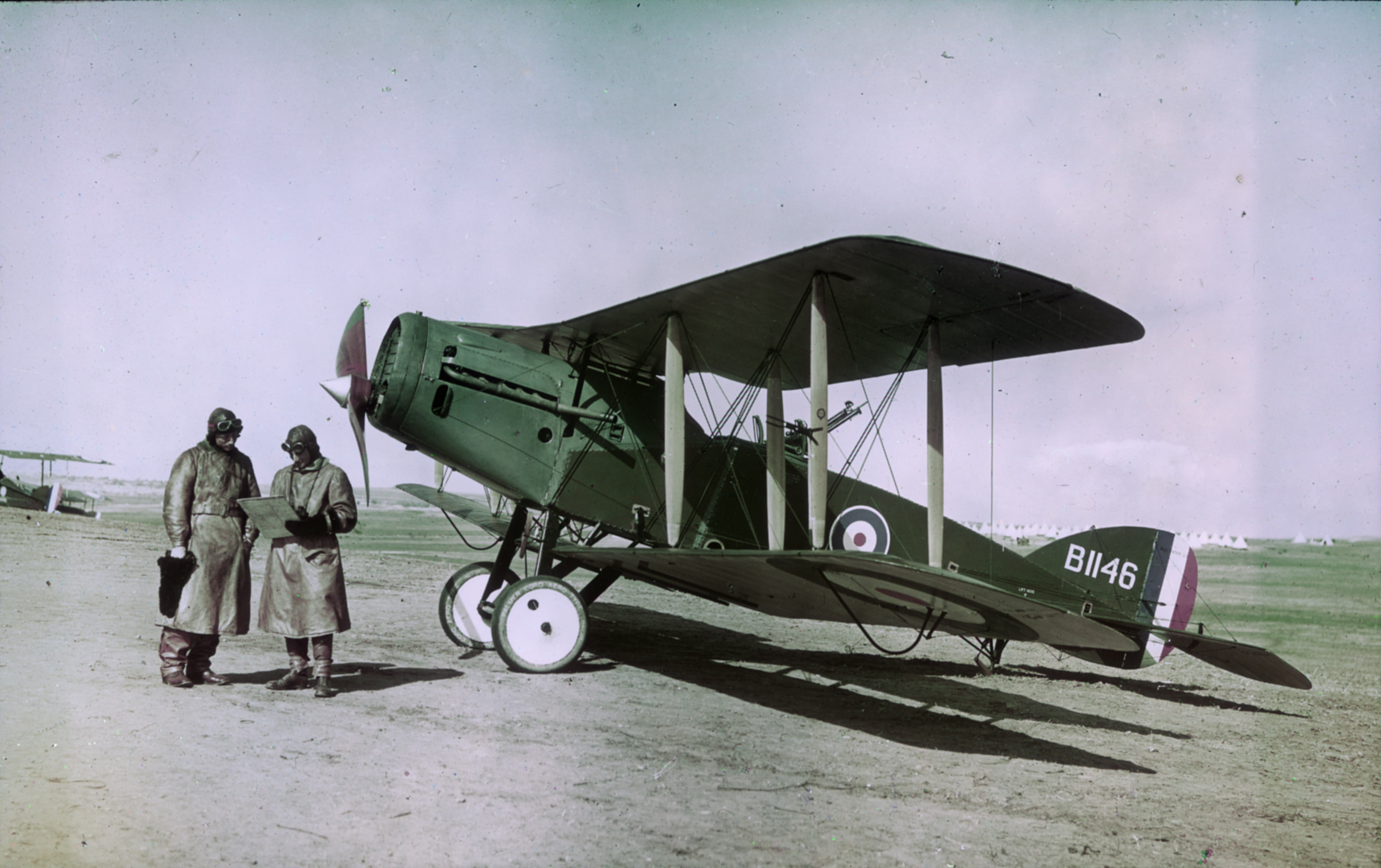
Bristol F.2B Fighter
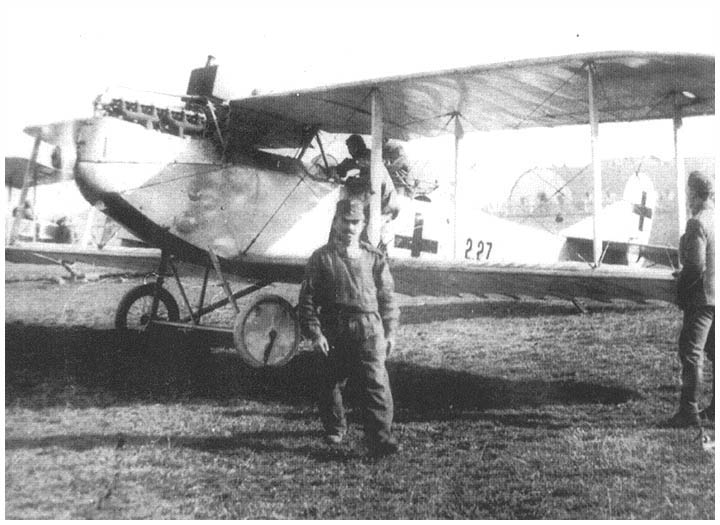
Oeffag C.II